# Giuseppe Lotario Conti, VI duca di Poli e Guadagnolo
Giuseppe Lotario Conti, VI duca di Poli e Guadagnolo (Poli, 3 ottobre 1651 – Poli, 4 settembre 1724), è stato un nobile italiano.

## Biografia
Era il figlio primogenito di Carlo Conti, V duca di Poli e Guadagnolo e di sua moglie, Isabella Muti di Rignano; venne avviato dal padre sin dalla gioventù a succedergli un giorno nei possedimenti della casata e perseguì studi con tutori privati. Alla morte del genitore, nel 1690, gli succedette come VI duca di Poli e Guadagnolo.
La sua famiglia, che da generazioni si era posta al servizio della Santa Sede (aveva dato anche numerosi cardinali e pontefici nel corso dei secoli) anche grazie a profondi legami matrimoniali con le principali dinastie papaline, era ben inserita a Roma, ma Giuseppe Lotario preferì di gran lunga la vita di campagna presso la villa Catena di Poli, fatta costruire nel Cinquecento da un suo antenato. Durante gli anni della sua reggenza del titolo, grazie anche alla copiosa dote della moglie Lucrezia Colonna (già vedova di Stefano Colonna, duca di Bassanello), sapientemente si adoperò per una completa ristrutturazione della costruzione. In essa fece restaurare anche gli affreschi realizzati a suo tempo dal Cavalier d'Arpino. Sempre con la moglie, nel 1678 acquistò a Roma l'allora Palazzo Cesi, poi noto col nome di Palazzo Poli, sul retro del quale venne poi addossata la famosissima Fontana di Trevi.
Nel 1721, quando suo fratello minore Michelangelo venne eletto al soglio pontificio col nome di Innocenzo XIII, iniziò la sua breve ma fortunatissima carriera al servizio della chiesa. Il 18 maggio 1721, giorno dell'incoronazione del nuovo pontefice, Giuseppe Lotario accolse il fratello alla testa di un corpo di cavalleggeri al suo comando consegnandogli personalmente le chiavi pontificie e accogliendolo poi nel feudo di Poli dove fece realizzare, al centro della piazza principale, una fontana con l'iscrizione commemorativa della visita del papa, ancora oggi presente (poi restaurata dai Torlonia). Lo stesso fratello pontefice, sempre nel 1721, riuscì a ottenere per Giuseppe Lotario l'aggregazione al patriziato veneto.
Il 19 novembre 1721, infatti, venne nominato principe assistente del Sacro Soglio con breve del pontefice. Il nepotismo di Innocenzo XIII si esplicò anche ulteriormente quando nominò il fratello Giuseppe Lotario al ruolo di cameriere segreto di cappa e spada con una rendita mensile di 57 scudi, assegnandogli tra l'altro tutti i beni del defunto conte Alvarotti di Ferrara il quale, morto senza eredi, aveva devoluto i propri possedimenti alla Camera Apostolica.
Morì il 4 settembre 1724 dopo che il 7 marzo di quello stesso anno era morto suo fratello pontefice. Alla sua morte, la sua ricca biblioteca confluì nella Biblioteca Vaticana.

## Matrimonio e figli
Il duca Giuseppe Lotario sposò la principessa Lucrezia Colonna figlia del principe Marcantonio V Colonna e di Isabella Gioeni; la coppia ebbe i seguenti figli:
- Carlo V Conti (31 dicembre 1677 - 27 marzo 1751), cavaliere dell'Ordine di Malta, nel 1724 in seguito alla morte del padre, gli succedette in tutti i suoi feudi; nel 1726 abdicò a favore del fratello Stefano.
- Anna Isabella Conti (24 giugno 1679 - 4 maggio 1718), il 27 maggio 1705 sposò il principe Girolamo Pamphili figlio del principe Giovanni Battista Pamphili e della marchesa Violante Facchinetti.
- Maria Vittoria Conti (8 settembre 1680 - 31 gennaio 1743), il 24 giugno 1703 sposò a Roma il principe Gaetano I Sforza - Cesarini figlio del principe Federico Sforza di Santa Fiora e della duchessa Livia Cesarini.
- Marcantonio Conti (8 novembre 1681 - 20 dicembre 1724), sposò il 16 febbraio 1722 Faustina Mattei dei duchi di Paganica.
- Stefano Conti (6 maggio 1688 - 16 giugno 1763), nel 1726 in seguito alla morte del fratello maggiore gli succedette in tutti i suoi feudi, sposò il 9 febbraio 1727 la principessa Vittoria Ruspoli figlia del principe Francesco Maria Marescotti Ruspoli e della duchessa Isabella Cesi, da cui ebbe sette figli:
  - Felice Giuseppe Conti (15 febbraio 1728 - in tenera età)
  - Giuseppe Maria Conti (7 aprile 1729 - in tenera età)
  - Innocenzo Conti (1731 - 1785), cardinale
  - ........... Conti (12 maggio 1732 - in tenera età)
  - Marcantonio Conti (10 settembre 1733 - 25 gennaio 1780)[5], si fece padre somasco, fu Arcivescovo di Damasco dal 3 aprile 1775
  - Francesco Maria Conti (7 marzo 1736 - in tenera età)
  - Michelangelo Conti (9 maggio 1739 - 4 giugno 1808), ultimo della casata, sposò il 5 settembre 1759 Girolama (? - 1815), figlia di Valerio Santacroce, duca di San Gemini, e di Margherita Sforza Cesarini, quindi sua pronipote.

## Albero genealogico
|                                                      |                                    |                                   | Genitori                              |  |  | Nonni |  |  | Bisnonni                                      |  |  | Trisnonni                    |  |
|                                                      |                                    |                                   |                                       |  |  |       |  |  | Torquato I Conti, I duca di Poli e Guadagnolo |  |  | Carlo Conti, signore di Poli |  |
|                                                      |                                    |                                   |                                       |  |  |       |  |  | Torquato I Conti, I duca di Poli e Guadagnolo |  |  | Carlo Conti, signore di Poli |  |
|                                                      |                                    | Maria Tarquinia Savelli-Conti     |                                       |  |  |       |  |  | Torquato I Conti, I duca di Poli e Guadagnolo |  |  |                              |  |
| Lotario Conti, II duca di Poli e Guadagnolo          |                                    |                                   |                                       |  |  |       |  |  | Torquato I Conti, I duca di Poli e Guadagnolo |  |  |                              |  |
|                                                      |                                    | Violante Farnese                  | Galeazzo Farnese, duca di Latera      |  |  |       |  |  |                                               |  |  |                              |  |
|                                                      |                                    | Violante Farnese                  | Galeazzo Farnese, duca di Latera      |  |  |       |  |  |                                               |  |  |                              |  |
|                                                      |                                    | Violante Farnese                  | Isabella dell'Anguillara              |  |  |       |  |  |                                               |  |  |                              |  |
| Carlo Conti, V duca di Poli e Guadagnolo             |                                    | Violante Farnese                  |                                       |  |  |       |  |  |                                               |  |  |                              |  |
|                                                      |                                    | Marzio Orsini, signore di Bomarzo | Vicino Orsini                         |  |  |       |  |  |                                               |  |  |                              |  |
|                                                      |                                    | Marzio Orsini, signore di Bomarzo | Vicino Orsini                         |  |  |       |  |  |                                               |  |  |                              |  |
|                                                      |                                    | Marzio Orsini, signore di Bomarzo | Giulia Farnese                        |  |  |       |  |  |                                               |  |  |                              |  |
| Giulia Orsini                                        |                                    | Marzio Orsini, signore di Bomarzo |                                       |  |  |       |  |  |                                               |  |  |                              |  |
|                                                      |                                    | Porzia Vitelli                    | Vincenzo Vitelli, conte di Montefiore |  |  |       |  |  |                                               |  |  |                              |  |
|                                                      |                                    | Porzia Vitelli                    | Vincenzo Vitelli, conte di Montefiore |  |  |       |  |  |                                               |  |  |                              |  |
|                                                      |                                    | Porzia Vitelli                    | Faustina Vitelli                      |  |  |       |  |  |                                               |  |  |                              |  |
| Giuseppe Lotario Conti, VI duca di Poli e Guadagnolo |                                    | Porzia Vitelli                    |                                       |  |  |       |  |  |                                               |  |  |                              |  |
|                                                      | Giacomo Muti, II duca di Canemorto | Carlo Muti, I duca di Canemorto   |                                       |  |  |       |  |  |                                               |  |  |                              |  |
|                                                      | Giacomo Muti, II duca di Canemorto | Carlo Muti, I duca di Canemorto   |                                       |  |  |       |  |  |                                               |  |  |                              |  |
|                                                      | Giacomo Muti, II duca di Canemorto | Faustina Muti                     |                                       |  |  |       |  |  |                                               |  |  |                              |  |
| Michelangelo Muti, III duca di Canemorto             | Giacomo Muti, II duca di Canemorto |                                   |                                       |  |  |       |  |  |                                               |  |  |                              |  |
|                                                      |                                    | Silvia Altieri                    | Marcantonio Altieri                   |  |  |       |  |  |                                               |  |  |                              |  |
|                                                      |                                    | Silvia Altieri                    | Marcantonio Altieri                   |  |  |       |  |  |                                               |  |  |                              |  |
|                                                      |                                    | Silvia Altieri                    | Olimpia Rustici                       |  |  |       |  |  |                                               |  |  |                              |  |
| Isabella Muti di Rignano                             |                                    | Silvia Altieri                    |                                       |  |  |       |  |  |                                               |  |  |                              |  |
|                                                      |                                    | Pompeo Massimo                    | Lelio Massimo                         |  |  |       |  |  |                                               |  |  |                              |  |
|                                                      |                                    | Pompeo Massimo                    | Lelio Massimo                         |  |  |       |  |  |                                               |  |  |                              |  |
|                                                      |                                    | Pompeo Massimo                    | Girolama Savelli                      |  |  |       |  |  |                                               |  |  |                              |  |
| Cecilia Massimo                                      |                                    | Pompeo Massimo                    |                                       |  |  |       |  |  |                                               |  |  |                              |  |
|                                                      |                                    | Clelia Bebila                     | …                                     |  |  |       |  |  |                                               |  |  |                              |  |
|                                                      |                                    | Clelia Bebila                     | …                                     |  |  |       |  |  |                                               |  |  |                              |  |
|                                                      |                                    | Clelia Bebila                     | …                                     |  |  |       |  |  |                                               |  |  |                              |  |
|                                                      |                                    | Clelia Bebila                     |                                       |  |  |       |  |  |                                               |  |  |                              |  |